# چاپی (پرو)
چاپی (به اسپانیایی: Chapi) یک کوه در پرو است که در منطقه پونو واقع شده‌است. چاپی ۵٬۴۰۰ متر بالاتر از سطح دریا واقع شده‌است.